# Spherillo orientalis
Spherillo orientalis là một loài chân đều trong họ Armadillidae. Loài này được Kwon & Taiti miêu tả khoa học năm 1993.